# Razpad Sovjetske zveze
Razpad Sovjetske zveze je bil proces notranjega razpada znotraj Sovjetske zveze (ZSSR), ki je povzročil konec njenega obstoja kot suverene države. To.je končalo prizadevanja generalnega sekretarja (kasneje tudi predsednika) Mihaila Gorbačova za reformo sovjetskega političnega in gospodarskega sistema v poskusu zaustavitve obdobja političnega zastoja in gospodarskega nazadovanja. Sovjetska zveza je doživela notranjo stagnacijo in etnični separatizem. ZSSR, čeprav je bila močno centralizirana država, je bila sestavljena iz številnih republik, ki so služile kot države za različne etnične skupine. Do konca leta 1991, sredi katastrofalne politične krize, ko je več republik že zapustilo Sovjetsko zvezo in se je centralizirana oblast oslabila, so voditelji treh njenih ustanovnih članic izjavili, da Sovjetska zveza ne obstaja več. Kmalu zatem se je njihovi deklaraciji pridružilo še osem republik. Gorbačov je 25. decembra 1991 odstopil in tisto, kar je ostalo od sovjetskega parlamenta, je glasovalo za konec. Skupaj z revolucijami leta 1989 v vzhodnem bloku je razpad Sovjetske zveze pomenil konec hladne vojne. 
Proces se je začel z naraščajočimi nemiri v različnih nacionalnih republikah zveze, ki so se razvile v nenehen politični in zakonodajni konflikt med njimi in centralno vlado. Estonija je bila prva sovjetska republika, ki je razglasila državno suverenost znotraj zveze 16. novembra 1988. Litva je bila prva republika, ki je razglasila neodvisnost od Sovjetske zveze z paktom z dne 11. marca 1990 s svojimi baltskimi sosedami in republiko na južnem Kavkazu, Gruzijo, ki se ji pridruži v dveh mesecih.
Avgusta 1991 so komunistični trdilini in vojaške elite poskušali z državnim udarom strmoglaviti Gorbačova in ustaviti neuspešne reforme, a jim ni uspelo. Nemiri so privedli do tega, da je vlada v Moskvi izgubila večino svojega vpliva, številne republike pa so v naslednjih dneh in mesecih razglasile neodvisnost. Odcepitev baltskih držav je bila priznana septembra 1991. Beloveški sporazum so 8. decembra podpisali ruski predsednik Boris Jelcin, ukrajinski predsednik Kravčuk in beloruski predsednik Šuškevič, ki sta si priznala neodvisnost in ustvarila Skupnost neodvisnih držav (CIS) namesto Sovjetske zveze. Kazahstan je bil zadnja država, ki je zapustil Sovjetsko zvezo in razglasil neodvisnost 16. decembra. Vse nekdanje sovjetske republike, razen Gruzije in Baltika, so se pridružile CIS 21. decembra in podpisale Protokol iz Alma-Ate. 25. decembra je Gorbačov odstopil in predal svoja predsedniška pooblastila – vključno z nadzorom nad kodami za izstrelitev jedrskega orožja – Jelcinu, ki je bil zdaj prvi predsednik Ruske federacije. Tisti večer so s Kremlja spustili sovjetsko zastavo in jo nadomestili z rusko tribarvno zastavo.
Po koncu hladne vojne je več nekdanjih sovjetskih republik ohranilo tesne povezave z Rusijo in oblikovalo večstranske organizacije, kot so CSTO, CIS, Evrazijska gospodarska skupnost, Unija, Evrazijska carinska unija in Evrazijska gospodarska unija za gospodarsko in vojaško sodelovanje. Po drugi strani so baltske države in večina držav nekdanjega Varšavskega pakta postale del Evropske unije in se pridružile Natu, medtem ko so nekatere druge nekdanje sovjetske republike, kot so Ukrajina, Gruzija in Moldavija, javno izražale interes, da bi sledile isti poti od devetdesetih let dvajsetega stoletja.

## Zgodovinski pregled

### Prihod Gorbačova in nova politika
Z izvolitvijo Mihaila Gorbačova leta 1985 za generalnega sekretarja Komunistične partije Sovjetske zveze (CPSU) se je začela nova faza v zgodovini ZSSR. Pravzaprav je bil Gorbačov zagovornik inovativne politike Sovjetske zveze, ki je temeljila na ključnih konceptih perestrojke (prestrukturiranje nacionalnega gospodarskega sistema) in glasnosti (preglednosti), katere cilj je bil premagati socialno-ekonomske probleme države. Ta politika reform, če je po eni strani vodila do konca hladne vojne in mednarodne izolacije ZSSR, je po drugi strani vodila v nastanek gospodarskih težav države, ki so bile doslej prikrite.
Konec politike notranjega zatiranja, gospodarske recesije in priznanja krhkosti političnega sistema so kmalu sprožili konflikte, rasna sovraštva in osamosvojitvene sile številnih narodov, ki so se nahajali na ogromnem ozemlju Sovjetske zveze in ki so jih do takrat držali pod nadzorom centralnega aparata. Resne gospodarske razmere in naraščajoči nemiri v različnih sovjetskih republikah so privedli do prvih večstrankarskih volitev v zgodovini države.
26. aprila 1986 se je v jedrski elektrarni Černobil zgodila nesreča, ko je eden od jedrskih reaktorjev eksplodiral. Nesreča je imela katastrofalne posledice, saj so se tako v ozračje kot tudi okolje spustile velike količine radioaktivnih in drugih nevarnih snovi. Veliko ljudi je umrlo in zbolelo zaradi posledic sevanja. Sovjetska komunistična partija je sprva nesrečo prikrivala, saj ni hotela, da javnost izve zanjo, vendar je bila nesreča po zaslugah Švedske dva dni pozneje razkrita in javno objavljena. Zaradi prikrivanja in poročanja napačnih informacij je posledično zbolelo več ljudi in zaradi tega še danes ni znano koliko ljudi je terjala nesreča. Mihail Gorbačov je nesrečo opisal kot »prelomnico«, ki je »odprla možnost veliko večje svobode izražanja do te mere, da sistem (komunizem) kot so ga poznali, enostavno ni mogel več delovati.
Proti koncu leta 1986 si je Gorbačov še naprej prizadeval za večjo liberalizacijo. 23. decembra 1986 se je glavni sovjetski disident Andrej Saharov vrnil v Moskvo, potem ko je osebno prejel telefonski klic od Gorbačova, ki mu je povedal, da je več kot sedem let njegovega notranjega izgnanstva zaradi izzivanja oblasti konec.
Novembra 1988 so v Moskvi odprli prvo spominsko razstavo v spomin žrtvam stalinizma ter na razstavi prikazali tudi veliko Stalinovih zločinov.

### Osamosvojitev baltskih držav
Baltske države, vključene v Sovjetsko zvezo leta 1940, so si začele prizadevati za obnovo neodvisnosti, začenši z Estonijo novembra 1988, ko je estonski zakonodajalec sprejel zakone kljub nasprotovanju centralne vlade. 11. marca 1990 je Litva kot prva od treh baltskih republik razglasila obnovo svoje neodvisnosti na podlagi kontinuitete države.
CTAG Helsinki-86 (Cilvēktiesību aizstāvības grupa, Human Rights Defense Group) so julija 1986 v latvijskem pristaniškem mestu Liepāja ustanovili trije delavci: Linards Grantiņš, Raimonds Bitenieks in Mārtiņš Bariss; ime se nanaša na Helsinški sporazum in leto njegove ustanovitve. Helsinki-86 je bila prva organizacija, ki je bila odkrito protikomunistična in odkrito nasprotovala režimu v Sovjetski zvezi, ki je bila zgled drugim gibanjem za neodvisnost etničnih manjšin.
V Rigi, 23. decembra 1986, v zgodnjih jutranjih urah po rock koncertu, se je okoli tristo mladih latvijskih delavcev zbralo na Katedralnem trgu in odšlo proti Leninovi ulici in ko so prišli do spomenika svobode so zavpili: "Sovjetska Rusija ven! Prosto Latviji!" Varnostne sile so se spopadle z demonstranti in več policijskih vozil je bilo prevrnjenih.

### Napetosti na Kavkazu
Leta 1988 je Gorbačov začel izgubljati nadzor v dveh majhnih regijah Sovjetske zveze: v treh baltskih republikah, ki so jih osvojile njihove ljudske fronte, in na Kavkazu.
1. julija 1988, četrti in zadnji dan 19. partijske konference, je Gorbačov pridobil odpor delegatov proti svojemu predlogu za ustanovitev novega vrhovnega zakonodajnega organa, imenovanega Kongres ljudskih poslancev Sovjetske zveze. Zaskrbljen zaradi odpora stare garde do njegovih poskusov liberalizacije, se je Gorbačov lotil vrste ustavnih reform, da bi ločil stranko od države in s tem izoliral svoje konservativne nasprotnike. Natančni predlogi za nov kongres so bili objavljeni 2. oktobra 1988 in da bi omogočil odprtje novega zakonodajnega telesa vrhovnega sovjeta, je med zasedanji med 29. novembrom in 1. decembrom izvedel spremembe ustave iz leta 1977, ki je sprejel zakon o volilni reformi in določil za datum volitev 26. marec 1989.
29. novembra 1988 je Sovjetska zveza prenehala posegati v tuje radijske oddaje, s čimer je sovjetskim državljanom omogočila dostop do virov informacij, ki niso institucionalni.

### Prve demokratične volitve
7. februarja 1990, ob 70. obletnici dolgoletnega monopola svoje politične oblasti, je Centralni komite KPSZ sprejel priporočila Mihaila Gorbačova. Ta so prispevala k temu, da je 1990 vseh petnajst republik, ki so sestavljale ZSSR, izvedlo prve svobodne demokratične volitve: reformatorji in etnični nacionalisti so dobili večino sedežev. Komunistična partija je izgubila volitve v naslednjih šestih republikah:
- Litva, 24. februarja (z glasovanjem 4., 7., 8. in 10. marca) je zmagal Sąjūdis
- Moldavija, je 25. februarja zmagala Moldavska ljudska fronta
- Estonija, je 18. marca zmagala Estonska ljudska fronta
- Latvija, je 18. marca (z glasovanjem 25. marca in 29. aprila) zmagala Latvijska ljudska fronta
- Armenija, je 20. maja (z glasovanjem 3. junija in 15. julija) zmagala Panarmensko nacionalno gibanje
- Gruzija, je 28. oktobra (z glasovanjem 11. novembra) zmagala koalicija pod vodstvom Zviada Gamsahurdija

Februarja 1990 se je Centralni komite KPSZ strinjal, da se odpove statusu ene stranke. V naslednjih nekaj tednih je 15 republik Sovjetske zveze izvedlo prve svobodne volitve.
Konstitutivne republike so začele razglašati svojo nacionalno suverenost in začele "zakonodajno bitko" z moskovsko vlado, v kateri so vlade konstitutivnih republik zavrnile zakonodajo po vsej državi, kjer je bila v nasprotju z lokalnimi zakoni, ter uveljavile nadzor nad vsemi svojimi lokalna gospodarstva in zavračajo plačilo davčnih prihodkov osrednji moskovski vladi.
Litovsko gibanje za neodvisnost je 3. junija 1988, na dan obiska Mihaila Gorbačova, pozvalo k demonstracijam v podporo neodvisnosti.
11. marca 1990 je Litva, ki jo je vodil premier Vytautas Landsbergis, razglasila svojo neodvisnost. Vendar je Sovjetska zveza proti Litvi uvedla nekakšne ukrepe in tam obdržala svoje čete, "da bi zagotovila pravice etničnih Rusov". 
30. marca 1990 je estonski vrhovni svet razglasil sovjetsko oblast v Estoniji za nezakonito in sprožil postopek za obnovitev neodvisnosti Estonije. Postopek obnove neodvisnosti Latvije se je začel 4. maja 1990 z glasovanjem vrhovnega sveta, ki je predvidel prehodno obdobje popolne neodvisnosti.
17. marca 1991 je na referendumu 76,4 % vseh volivcev glasovalo za ohranitev Sovjetske zveze v reformirani obliki. Armenija, Gruzija in Moldavija so bojkotirale referendum. V vsaki od ostalih devetih republik je večina volivcev podprla reformirano Sovjetsko zvezo.
12. junija 1991 je Boris Jelcin zmagal na predsedniških volitvah za mesto predsednika Ruske Sovjetske Federativne Socialistične republike s 57 % glasov in med drugim prehitel Gorbačovovega kandidata Nikolaja Rižkova. 

### Državni udar
Soočen z naraščajočo željo po avtonomiji, je Gorbačov poskušal preoblikovati Sovjetsko zvezo v manj centralizirano državo. Comecon je bil razglašen za razpuščenega 28. junija, Varšavski pakt pa 1. julija, s čimer so bile razpuščene obveznice tujih držav. 20. avgusta 1991 je bila Rusija pripravljena podpisati pogodbo o novi ustanovitvi nove države (rusko: Новый союзный договор?), ki je predvidevala preoblikovanje Sovjetske zveze v federacijo neodvisnih republik s skupnim predsednikom. 19. avgusta 1991 so se namestnik Genadij Janajev, premier Valentin Pavlov, minister za obrambo Dimitrij Jazov, notranji minister Boris Pugo, vodja KGB Vladimir Krjučkov in drugi državni funkcionarji združili z namenom, da preprečijo podpis te nove zvezne pogodbe in ustanovili "Splošni odbor za izredno stanje« (ruska kratica GKČP-Generalnij komitet čerezvičajnogo položenija).
Čeprav so organizatorji državnega udara pričakovali nekaj ljudske podpore za svoja dejanja, se je izkazalo, da jim je prebivalstvo v velikih mestih in drugih republikah v veliki meri proti. To nasprotje se je pokazalo v kampanji civilnega odpora, ki je potekala predvsem v Moskvi. Predsednik Boris Jelcin je pohitel z obsodbo državnega udara. Na tisoče ljudi v Moskvi je šlo na ulice, da bi obranili državni parlament. Organizatorji so poskušali aretirati Jelcina, vendar brez uspeha. 
Po treh dneh, 21. avgusta, se je državni udar sesul sam vase, organizatorje so aretirali in Gorbačov je ponovno postal predsednik Sovjetske zveze. Vendar je bil njegov položaj zdaj ogrožen, saj niti država, niti oblasti niso poslušale njegovih ukazov. 

### Razpad Sovjetske zveze in ustanovitev Ruske federacije
Zadnja faza razpada Sovjetske zveze se je zgodila z referendumom v Ukrajini 1. decembra 1991, na katerem se je 90 % volivcev odločilo za neodvisnost. Voditelji treh slovanskih republik (Rusije, Ukrajine in Belorusije) so se dogovorili, da se bodo srečali in razpravljali o možnih oblikah odnosov.
8. decembra 1991 so se voditelji Rusije, Ukrajine in Belorusije sestali v Beloveški pušči, da bi podpisali Beloveški sporazum, ki je razglasil razpad Sovjetske zveze in jo nadomestil s Skupnostjo neodvisnih držav.
25. decembra 1991 je Mihail Gorbačov ob 18:00 uri odstopil s položaja voditelja Sovjetske zveze in razglasil, da je Sovjetska zveza ukinjena, vsa pooblastila in sovjetski predsedniški arhiv pa je prenesel tudi na predsednika Rusije Borisa Jelcina. Ob 18:35 so sovjetsko zastavo nad Kremjem spustili in odstranili, obesili in dvignili pa so rusko tribarvno belo-mordro-rdečo zastavo. S tem je bila ustanovljena Ruska federacija kot neodvisna država, ki je postala poglavitna naslednica SZ.
26. decembra 1991 je Svet republik Vrhovnega sovjeta ZSSR ratificiral sklepe predsednika ZSSR v odstopu in uradno razglasil razpad ZSSR. Razpad Sovjetske zveze je bil dokončan v noči z 31. decembra 1991 na 1. januarja 1992.